# Stachys recta
Stachys recta es una especie de pequeña planta de la familia Lamiaceae, está relacionada con Betonica officinalis y tiene sus mismas propiedades y características, con la sola diferencia de tener hojas amarillas con manchas marrones. Es llamada popularmente hierba de la perlesía. Es originaria de Europa hasta el Cáucaso.

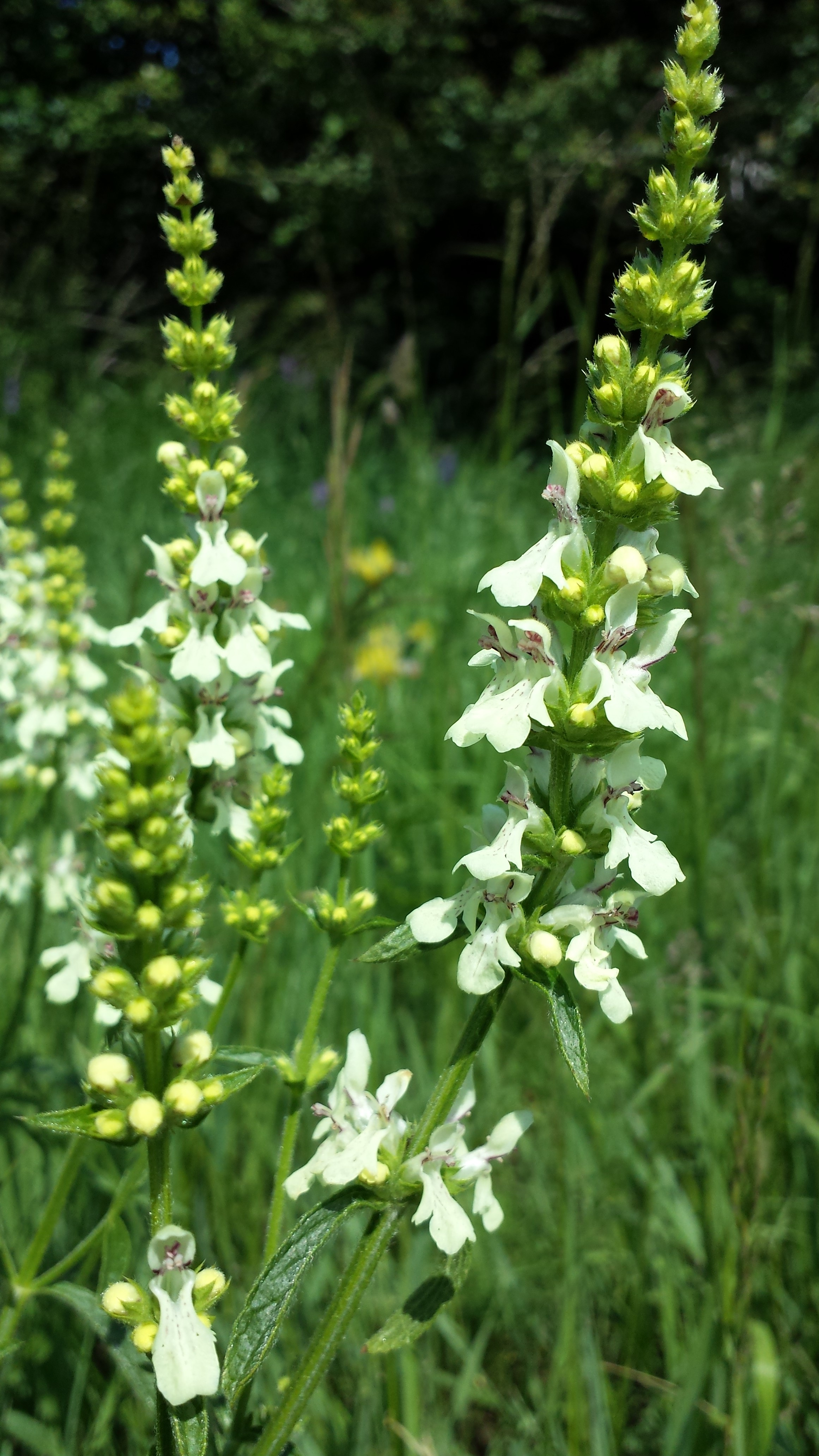
Stachys recta

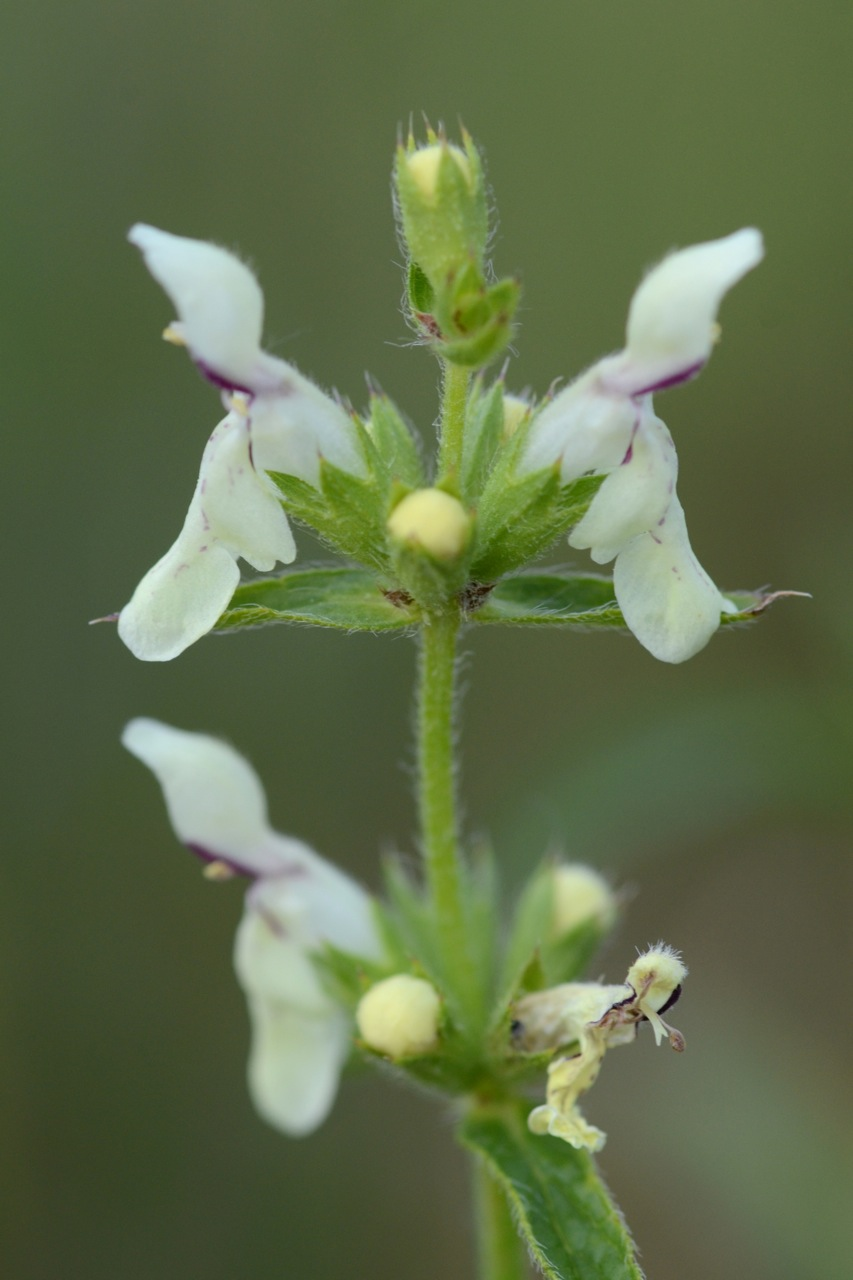
Flores

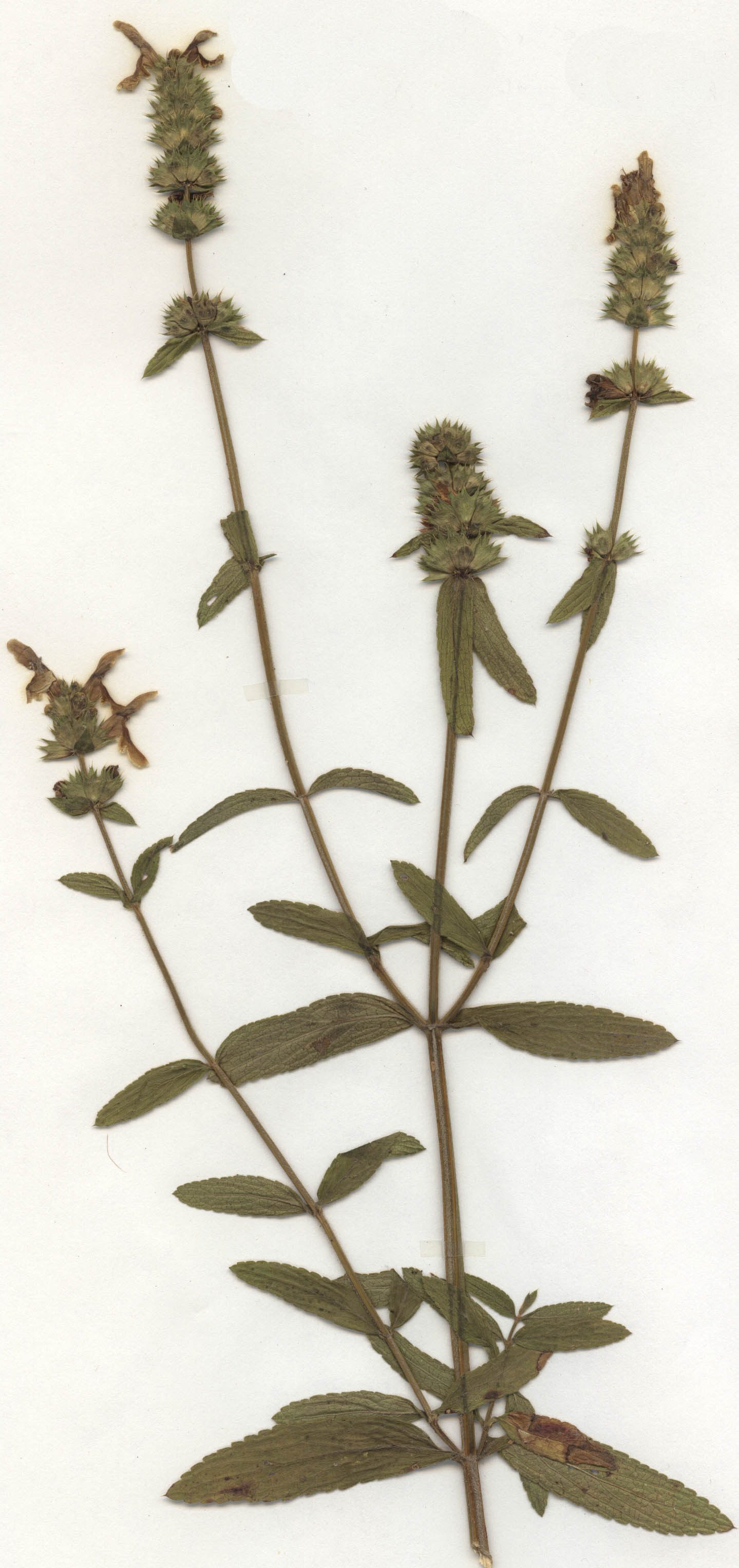
Rama

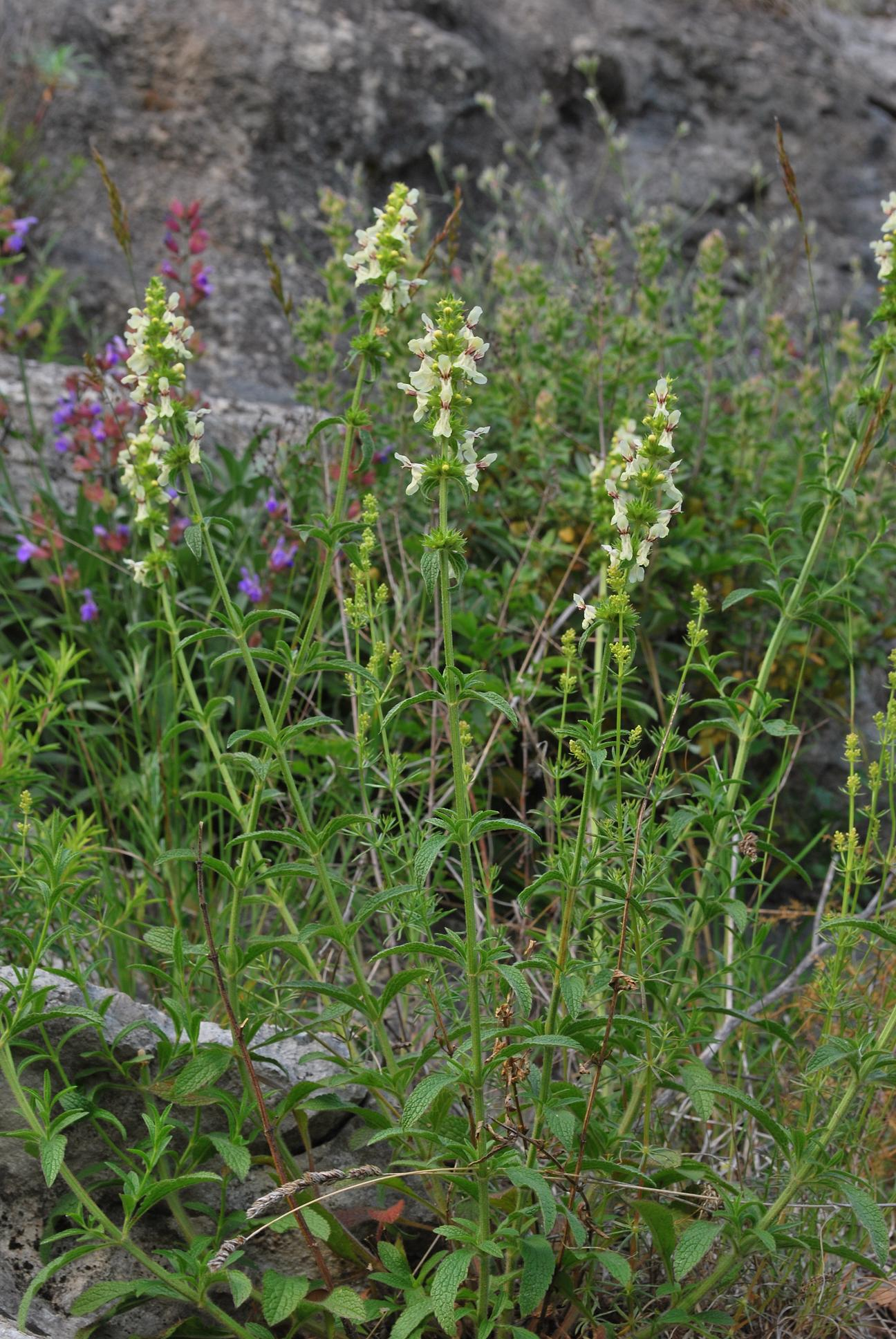
Vista de la planta

## Características
Es una planta herbácea perenne que alcanza los 65 cm de altura con raíz gruesa y leñosa. Tallos cuadrados, peludos con sus hojas basales dispuestas en roseta con un largo peciolo, forma de corazón y recia nervadura en relieve con bordes dentados. Las flores aparecen en junio-agosto y son de color rojo o rosa y se reúnen en una espiga terminal densa. La corola el tubular.

## Medicina popular
- En uso externo utilizada para cicatrizar heridas infectadas o supurantes.
- En uso interno como astringente para las diarreas, casos de palpitaciones, migraña y neuralgias.

## Taxonomía
Stachys recta fue descrita por Carlos Linneo y publicado en Mantissa Plantarum 1: 82.
Etimología
Ver: Stachys
recta:epíteto compuesto del Latín que significa "recta, erecta".
Variedades
- Stachys recta subsp. baldaccii (K.Malý) Hayek, Denkschr. Akad. Wiss. Wien, Math.-Naturwiss. Kl. 99: 183 (1924).
- Stachys recta subsp. doerfleri (Hayek) Hayek, Denkschr. Akad. Wiss. Wien, Math.-Naturwiss. Kl. 99: 167 (1924).
- Stachys recta subsp. labiosa (Bertol.) Briq., Lab. Alp. Mar.: 259 (1893).
- Stachys recta subsp. rhodopaea (Velen.) Chrtek, Folia Geobot. Phytotax. 27: 182 (1992).
- Stachys recta subsp. subcrenata (Vis.) Briq., Lab. Alp. Mar.: 257 (1893).

Sinonimia
- Betonica recta (L.) Baill., Iconogr. Fl. Fr.: t. 208.
- Ortostachys recta (L.) Fourr., Ann. Soc. Linn. Lyon, n.s., 17: 136 (1869).
- Prasium stachys E.H.L.Krause in J.Sturm, Deutschl. Fl., ed. 2, 11: 116 (1903), nom. illeg.[3]
- Betonica decumbens Moench
- Betonica hirta L.
- Sideritis maculata Gilib.
- Stachys betonica Scop.
- Stachys bufonia Thuill.
- Stachys czernjaevii Des.-Shost.
- Stachys decumbens Rchb.
- Stachys delphinensis Jord.
- Stachys erecta K.Koch
- Stachys glabrata Simonk.
- Stachys hirta (L.) Thell.
- Stachys krynkensis Kotov
- Stachys linearifolia K.Koch
- Stachys nitens Janka
- Stachys patula Griseb.
- Stachys procumbens Lam.
- Stachys sarajevensis K.Malý
- Stachys sideritis Vill.
- Stachys spinulosa var. glabrata (Simonk.) Nyman
- Stachys stenophylla Spreng.
- Stachys sylvestris Forssk.
- Stachys transsilvanica Schur[3][4]

## Nombres comunes
- Castellano: hierba apoplética, hierba de la perlesía, hierba de San Antonio, yerba apoplética, yerba de la perlesía, yerba de San Antonio.[5]